# Янушково (Вармінсько-Мазурське воєводство)
Янушково (пол. Januszkowo) — село в Польщі, у гміні Козлово Нідзицького повіту Вармінсько-Мазурського воєводства.
Населення — 331 особа (2011).
У 1975-1998 роках село належало до Ольштинського воєводства.

## Демографія
Демографічна структура станом на 31 березня 2011 року:
|          | Загалом | Допрацездатний вік | Працездатний вік | Постпрацездатний вік |
| -------- | ------- | ------------------ | ---------------- | -------------------- |
| Чоловіки | 182     | 49                 | 116              | 17                   |
| Жінки    | 149     | 39                 | 91               | 19                   |
| Разом    | 331     | 88                 | 207              | 36                   |